# Тосун, Хамиде Быкчын
Хамиде Быкчын Четинер (тур. Hamide Bıkçın, род. 24 января 1978, Анкара, Турция) — турецкая тхэквондистка. Бронзовая медалистка Летних Олимпийских игр в Сиднее в 2000 году.

## Спортивная карьера
Хамиде Бычкын родилась 24 января 1978 года в Анкаре, Турция. Тхэквондо начала заниматься в восемь лет.
Первую медаль на международном соревновании выиграла на чемпионате мира по тхэквондо 1995 года в Маниле. Выиграла золотую медаль у немецкой спортсменки Моники Шпренгель.
В 2000 году выиграла золотую медаль на чемпионате Европы по тхэквондо среди взрослых в Патрах, Греция.
В 2000 году также принимала участие на Летних Олимпийских играх в Сиднее, Австралия. На турнире заработала бронзовую медаль уступив в полуфинале Чон Джэ Ын.
В 2002 году завоевала золотую медаль на Универсиаде в Беркли, Калифорния, США, в категории до 58 килограмм.
Также в 2002 году одержала золотую медаль на Открытом Чемпионате в Ломмеле, Бельгия.
В 2004 году завоевала серебряную медаль в полулёгком весе на чемпионате Европы по тхэквондо среди взрослых в Лилехаммере, Норвегия.
Последняя бронзовая медаль была завоевана на чемпионате Европы в Риме в 2008 году.

## Личная жизнь
Есть дочка по имени Зейнеп.